# Målstaallmänningen
Målstaallmänningen är ett kommunalt naturreservat i Sundsvalls kommun i Västernorrlands län.
Området är naturskyddat sedan 2005 och är 269 hektar stort. Reservatet består av flera skogstjärnar och granskog med inslag av lövträd och mer talldominerad skog i öster.